# سیارک ۹۰۱۷
سیارک ۹۰۱۷ (به انگلیسی: 9017 Babadzhanyan، نامگذاری:1986TW9) نه هزار و هفدهمین سیارک کشف شده‌است که در ۲ اکتبر ۱۹۸۶ کشف شد.
قدر مطلق سیارک برابر ۱۳٫۶۰ است.